# Свен Тронкревер
Свен Тронкревер (дат. Svend Tronkræver; ум. 1104) —  датский принц, сын короля Дании Свена II от наложницы. Отец Хенрика Скаделара.

## Биография
Свен Тронкревер был сыном короля Дании Свена II от неизвестной наложницы. В 1104 году новости о смерти короля Эрика I во время паломничества в Иерусалим достигли Дании. Свен был старшим из выживших на тот момент сыновей Свена II и считал, что он должен занять королевский трон. Согласно Саксону Грамматику, он созвал тинг в Виборге, который должен был его избрать королём. Во время скачки на лошади тяжело заболел и приказал слугам везти себя в повозке, утверждая при этом «что с радостью умрёт, если хотя бы три дня успеет побыть королём». Ему стало хуже и он приказал положить себя на носилки и по пути на тинг скончался от тяжёлой болезни.
От неизвестной женщины у него был сын Хенрик Скаделар, один из убийц Кнуда Лаварда